# Martin Hinteregger
Martin Hinteregger (Feldkirchen in Kärnten, 1992. szeptember 7. –) osztrák válogatott labdarúgó.

## Pályafutása

### Klubokban
Hinteregger az osztrák FC Red Bull Salzburg saját nevelésű játékosa volt, 2006-tól 2010-ig a klub akadémiáján nevelkedett.
A 2010–11-es idényben debütálhatott a felnőtt keretben, ahol 2016-ig mindent figyelembe véve 212 mérkőzésen szerepelt.
2016. augusztus 31-én a német FC Augusburg szerződtette két évre. A 2018–19-es szezon második felére az Eintracht Frankfurthoz került kölcsönbe, ahol teljesítményének köszönhetően 2019 júliusában végleg megvették.
A 2019–20-as évadban, 2020. május 23-án a Bayern München elleni találkozón két gól is szerzett, de csapata így is 5–2 arányban elvesztette a mérkőzést.
2022. június 23-án bejelentette visszavonulását.

### A válogatottban
Többszörös osztrák utánpótlás-válogatott.
2013. november 13-án debütált a felnőtt nagy válogatottban egy barátságos 1–0-s mérkőzésen az USA ellen.

## Statisztika

### Klubokban
2022. május 30-án frissítve.
| Klub                                  | Szezon           | Liga               | Liga  | Liga | Kupa  | Kupa | Európa | Európa | Összesen | Összesen |
| Klub                                  | Szezon           | Bajnokság          | Mérk. | Gól  | Mérk. | Gól  | Mérk.  | Gól    | Mérk.    | Gól      |
| ------------------------------------- | ---------------- | ------------------ | ----- | ---- | ----- | ---- | ------ | ------ | -------- | -------- |
| Red Bull Salzburg Juniors             | 2009–10          | Erste Liga         | 1     | 0    | 0     | 0    | —      | —      | 1        | 0        |
| Red Bull Salzburg Juniors             | 2010–11          | Regionalliga       | 12    | 6    | 1     | 0    | —      | —      | 13       | 6        |
| Red Bull Salzburg Juniors             | Összesen         | Összesen           | 13    | 6    | 1     | 0    | 0      | 0      | 14       | 6        |
| Red Bull Salzburg                     | 2010–11          | Osztrák Bundesliga | 22    | 0    | 0     | 0    | 4      | 0      | 26       | 0        |
| Red Bull Salzburg                     | 2011–12          | Osztrák Bundesliga | 21    | 0    | 4     | 0    | 10     | 1      | 35       | 1        |
| Red Bull Salzburg                     | 2012–13          | Osztrák Bundesliga | 24    | 2    | 3     | 0    | 2      | 1      | 29       | 3        |
| Red Bull Salzburg                     | 2013–14          | Osztrák Bundesliga | 32    | 2    | 6     | 1    | 12     | 1      | 50       | 3        |
| Red Bull Salzburg                     | 2014–15          | Osztrák Bundesliga | 31    | 1    | 6     | 0    | 11     | 2      | 48       | 3        |
| Red Bull Salzburg                     | 2015–16          | Osztrák Bundesliga | 8     | 0    | 2     | 0    | 3      | 1      | 13       | 1        |
| Red Bull Salzburg                     | 2016–17          | Osztrák Bundesliga | 5     | 0    | 0     | 0    | 6      | 0      | 11       | 0        |
| Red Bull Salzburg                     | Összesen         | Összesen           | 143   | 5    | 21    | 1    | 48     | 6      | 212      | 12       |
| Borussia Mönchengladbach (kölcsönben) | 2015–16          | Bundesliga         | 10    | 0    | 0     | 0    | —      | —      | 10       | 0        |
| Borussia Mönchengladbach (kölcsönben) | Összesen         | Összesen           | 10    | 0    | 0     | 0    | —      | —      | 10       | 0        |
| Augsburg                              | 2016–17          | Bundesliga         | 31    | 3    | 1     | 0    | —      | —      | 32       | 3        |
| Augsburg                              | 2017–18          | Bundesliga         | 30    | 0    | 1     | 0    | —      | —      | 31       | 0        |
| Augsburg                              | 2018–19          | Bundesliga         | 18    | 2    | 2     | 0    | —      | —      | 20       | 2        |
| Augsburg                              | Összesen         | Összesen           | 79    | 5    | 4     | 0    | 0      | 0      | 83       | 5        |
| Eintracht Frankfurt (kölcsönben)      | 2018–19          | Bundesliga         | 14    | 1    | 0     | 0    | 7      | 1      | 21       | 2        |
| Eintracht Frankfurt                   | 2019–20          | Bundesliga         | 31    | 8    | 5     | 0    | 13     | 1      | 49       | 9        |
| Eintracht Frankfurt                   | 2020–21          | Bundesliga         | 29    | 2    | 2     | 0    | –      | –      | 31       | 2        |
| Eintracht Frankfurt                   | 2021–22          | Bundesliga         | 27    | 1    | 1     | 0    | 9      | 0      | 37       | 1        |
| Eintracht Frankfurt                   | Összesen         | Összesen           | 101   | 12   | 8     | 0    | 29     | 2      | 138      | 14       |
| Karrier összesen                      | Karrier összesen | Karrier összesen   | 346   | 28   | 34    | 1    | 77     | 8      | 457      | 37       |

### A válogatottban
2022. június 25-én frissítve.
| Ausztria | Ausztria | Ausztria |
| Év       | Mérkőzés | Gól      |
| -------- | -------- | -------- |
| 2013     | 1        | 0        |
| 2014     | 6        | 0        |
| 2015     | 3        | 0        |
| 2016     | 12       | 1        |
| 2017     | 5        | 1        |
| 2018     | 10       | 1        |
| 2019     | 8        | 1        |
| 2020     | 8        | 0        |
| 2021     | 12       | 0        |
| 2022     | 2        | 0        |
| Összesen | 67       | 4        |

#### Góljai a válogatottban
| #  | Dátum               | Helyszín                                   | Ellenfél    | Gól | Végeredmény | Kiírás                                       |
| -- | ------------------- | ------------------------------------------ | ----------- | --- | ----------- | -------------------------------------------- |
| 1. | 2016. szeptember 5. | Borisz Paicsadze Stadion, Tbiliszi, Grúzia | Grúzia      | 1–0 | 2–1         | 2018-as labdarúgó-világbajnokság-selejtező   |
| 2. | 2017. június 11.    | Aviva Stadion, Dublin, Írország            | Írország    | 1–0 | 1–1         | 2018-as labdarúgó-világbajnokság-selejtező   |
| 3. | 2018. június 2.     | Hypo-Arena, Klagenfurt, Ausztria           | Németország | 1–1 | 2–1         | Barátságos mérkőzés                          |
| 4. | 2019. október 10.   | Ernst Happel Stadion, Bécs, Ausztria       | Izrael      | 2–1 | 3–1         | 2020-as labdarúgó-Európa-bajnokság selejtező |

## Sikerei, díjai

### Klubokban
- Red Bull Salzburg
  - Osztrák bajnok (4): 2011–12, 2013–14, 2014–15, 2015–16
  - Osztrák kupa (4): 2011–12, 2013–14, 2014–15, 2015–16
- Eintracht Frankfurt
  - Európa-liga (1): 2021–22